# Hippocampus spinosissimus
Hippocampus spinosissimus és una espècie de peix de la família dels singnàtids i de l'ordre dels singnatiformes.

## Morfologia
Els mascles poden assolir els 17,2 cm de longitud total.

## Distribució geogràfica
Es troba des de Sri Lanka fins a Taiwan i Austràlia.